# Helicoidei
Helicoidei zijn een infraorde van weekdieren uit de klasse van de Gastropoda (slakken).

## Superfamilies
- Helicoidea Rafinesque, 1815
- Sagdoidea Pilsbry, 1895